# 494 Virtus
A 494 Virtus (ideiglenes jelöléssel 1902 JV) a Naprendszer kisbolygóövében található aszteroida. Maximilian Franz Joseph Cornelius Wolf fedezte fel 1902. október 7-én.